# Інформація і право (журнал)
«Інформація і право» — науковий фаховий журнал в сфері висвітлення результатів наукових досліджень, дисертаційних робіт з актуальних проблем інформаційного суспільства, інтеграції України у світовий інформаційний простір, інформаційного права, соціальних комунікацій, інформатизації, міжнародного інформаційного права, інформаційної безпеки тощо.
Співзасновниками видання є:
- Інститут інформації, безпеки і права Національної академії правових наук України,
- Національна бібліотека України імені В. І. Вернадського,
- Відкритий міжнародний університет розвитку людини «Україна».

Голова наукової ради журналу — Пилипчук Володимир Григорович.
У 2020 році журнал було включено до Переліку наукових фахових видань України, категорія «Б», галузь науки — юридичні, спеціальність — 081 «Право». Журнал включено до міжнародної бази даних періодичних видань та інформаційній платформі «Наукова періодика України», в регіональний Реєстр DOI, Систему CrossRef та Міжнародний реєстр ORCID.